# Kuk
Kuk je vas v Baški grapi, v Občini Tolmin.

## Zgodovina
Vas je nastala v okviru srednjeveške kolonizacije kmetov tirolske Pustriške doline. Sodila je v rihtarijo trinajstih vasi z imenom Rut (glej tudi zgodovino naselja Rut). Na celotnem območju se je tirolsko narečje ohranilo do 18. stoletja. O njem pričajo nekatera ledinska in zemljepisna imena.